# Zuñeda
Zuñeda község Spanyolországban, Burgos tartományban. Zuñeda Grisaleña, Fuentebureba, Cubo de Bureba, Santa María Ribarredonda és Vallarta de Bureba községekkel határos. Lakosainak száma 57 fő (2024).

## Népesség
A település népessége az utóbbi években az alábbiak szerint változott:
| Lakosok száma | 86   | 68   | 63   | 60   | 59   | 58   | 56   | 56   | 56   | 57   |
|               | 2001 | 2004 | 2006 | 2009 | 2011 | 2014 | 2016 | 2019 | 2021 | 2024 |